# Biville-la-Baignarde
Biville-la-Baignarde település Franciaországban, Seine-Maritime megyében. Lakosainak száma 658 fő (2022. január 1.). Biville-la-Baignarde Beauval-en-Caux, Calleville-les-Deux-Églises, Heugleville-sur-Scie, Saint-Denis-sur-Scie, Tôtes és Val-de-Scie községekkel határos.

## Népesség
A település népességének változása:
| Lakosok száma | 649  | 652  | 666  | 656  | 662  | 662  | 660  | 659  | 658  |
|               | 2013 | 2015 | 2016 | 2017 | 2018 | 2019 | 2020 | 2021 | 2022 |